# Diga Daniel-Johnson

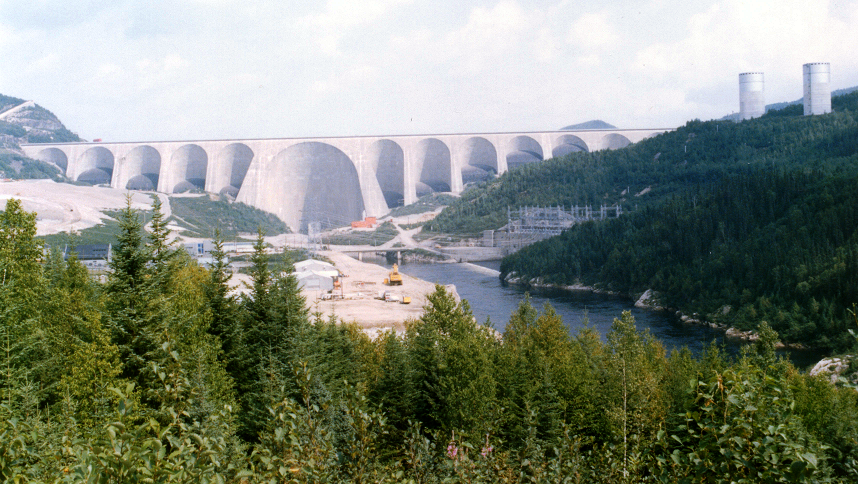
Vista della diga Daniel-Johnson

La diga Daniel-Johnson, precedentemente conosciuta come Manic-5, è una diga a contrafforte con archi multipli situata sul fiume Manicouagan, formando il bacino anulare di Manicouagan. Posizionata a 214 km a nord di Baie-Comeau nel Québec, Canada, la diga è composta da 14 contrafforti e 13 archi. Costruita tra il 1959 e il 1970 per la produzione di energia idroelettrica, fornisce acqua alle centrali elettriche Manic-5 e Manic-5-PA, con una capacità totale di 2.660 MW. Alta 214 m e lunga 1.314 m, la diga contiene 2.200.000 m³ di cemento, rendendola la più grande del suo genere al mondo. Il suo nome è un omaggio a Daniel Johnson Sr., il ventesimo premier del Quebec, che avviò il progetto durante il suo mandato come ministro nel governo di Duplessis. Johnson morì il 26 settembre 1968, il giorno programmato per l'inaugurazione della diga. Attualmente, l'impianto è di proprietà e gestito da Hydro-Québec.

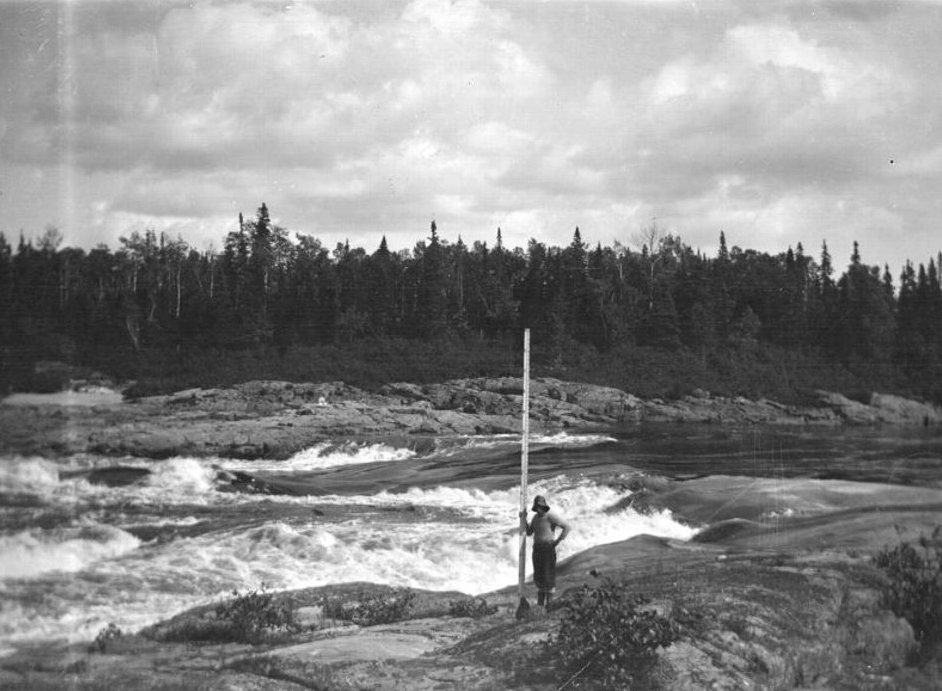
Uno studio idrologico fu condotto sul fiume Manicouagan nel 1919.

## Storia
Tra il 1919 e il 1920, si effettuarono studi idrologici sui fiumi Manicouagan e Outardes durante le estati, entrambi affluenti del fiume San Lorenzo nei pressi di Baie-Comeau. La combinazione del loro flusso venne stimata a 40 milioni di metri cubi, rendendo il sistema idrologico uno dei più vasti in Canada. Sebbene l'uso di questa risorsa fosse considerato interessante, la sua lontananza dai centri abitati principali e la mancanza di infrastrutture stradali nell'area furono ritenute le principali sfide, giustificando l'idea che la costruzione di dighe in un ambiente così selvaggio fosse eccessivamente costosa.
Dopo la Seconda Guerra Mondiale, la scoperta di ricchi giacimenti di ferro sulla North Shore e l'incremento delle attività forestali portarono a un rapido sviluppo della regione. Le città di Sept-Îles e Baie-Comeau furono ora collegate al resto della provincia attraverso una rete stradale. Inoltre, lo sviluppo industriale nel sud del Québec richiedeva una maggiore fornitura di energia elettrica. Miglioramenti nelle tecnologie di trasmissione elettrica a lunga distanza, con la costruzione di linee da 315 kilovolt tra il complesso Bersimis e Montreal (completata nel 1956), contribuirono a superare gli ostacoli.
Nel 1955, Hydro-Québec avviò uno studio quinquennale sulla fattibilità del fiume Manicouagan. I risultati sottolinearono il notevole potenziale del fiume e l'opportunità di costruire un sistema multi-diga per sfruttare appieno le risorse naturali e i flussi d'acqua. I dati raccolti furono così promettenti che Hydro-Québec, anziché attendere le raccomandazioni finali, prese la decisione nel 1959 di iniziare la costruzione di una strada di accesso lunga 210 chilometri da Baie-Comeau. Il progetto originale, denominato Manicouagan-Outardes, prevedeva la costruzione di cinque dighe sul fiume Manicouagan (Manic-1, Manic-2, Manic-3, Manic-4 e Manic-5) e tre sul fiume Outardes (Outardes-2, Outardes-3 e Outardes-4). Tuttavia, un errore di calcolo impedì la costruzione della diga e della centrale elettrica Manic-4, poiché gli ingegneri si accorsero presto che avrebbe invaso il bacino idrico Manic-3.
Nel 1959, il premier del Quebec, Maurice Duplessis, desiderava che un'azienda americana costruisse la diga, ma il ministro delle risorse idriche del Quebec, Daniel Johnson, si oppose a questa idea. Johnson riteneva che l'abilità di un'azienda e di lavoratori canadesi fosse più adatta per la costruzione di una diga così complessa. Il successore di Duplessis nel 1959, Paul Sauvé, concordò con Johnson e proseguì con il progetto della diga. Alla fine, gli ingegneri optarono per il progetto di André Coyne, che prevedeva una diga con contrafforti ad archi multipli, considerandolo il più adatto ed economico.

## Costruzione
La costruzione delle strutture di supporto della diga iniziò nel 1959 e i tunnel di deviazione del fiume e la preparazione delle fondamenta iniziarono nel 1960. Per deviare il fiume Manicouagan, i lavoratori fecero saltare e scavarono due tunnel lunghi 610 metri (2.000 piedi) e 14 metri (45 piedi) di diametro attraverso il parete ovest in solido granito della gola. I lavoratori utilizzavano piattaforme di perforazione "jumbo" e i tunnel avanzavano di 4,3 m (14 piedi) per turno. Per facilitare la deviazione del fiume furono costruiti due cassoni . Il primo era un arco di cemento a monte del sito della diga che avrebbe bloccato il fiume, costringendolo nei tunnel di deviazione. La seconda diga era a valle e impediva il riflusso dell'acqua nel cantiere. Ciascuna diga era costruita su depositi alluvionali (terreno sciolto), quindi doveva essere a tenuta stagna, cosa ottenuta con una cortina di malta o con pali di sostegno profondi . Una volta deviato il fiume, gli operai hanno pompato l'acqua rimanente tra le due dighe per preparare il sito alla costruzione. Una volta drenati, gli operai scavarono i depositi alluvionali tra le dighe, creando una lunga fossa profonda al centro 46 metri (150 piedi). Questa fossa fu poi riempita di cemento nell'estate del 1962. Per evitare infiltrazioni nelle fondamenta della diga, una cortina di malta fu iniettata nella roccia di base e una rete di drenaggio con 730 metri (2.400 piedi) di tunnel fu costruita appena a valle della diga per raccogliere l'acqua che potrebbe filtrare.
Una volta completati i vasti lavori preparatori, il 3 ottobre 1962 fu gettato il primo calcestruzzo per la diga. Il calcestruzzo veniva gettato giorno e notte, ma veniva interrotto durante l'inverno a causa delle temperature gelide. Per organizzare il getto, la diga è stata divisa in lotti di 14 m (45 piedi) e ciascuno è stato sollevato di qualche metro alla volta. I lavoratori avevano circa 150 giorni - prima delle inondazioni stagionali - per costruire la diga ad un'altezza di almeno 76 metri (250 piedi). Prima che iniziassero le inondazioni, gli ingegneri pianificarono di sigillare i tunnel di deviazione e iniziare a riempire il serbatoio. Per accelerare il processo di getto, il calcestruzzo è stato versato in getti da benne che si muovevano lungo tre teleferiche sospese sopra il cantiere. La scadenza è stata rispettata entro i 150 giorni ed è stato versato un totale di 760.000 m 3 di calcestruzzo. . La diga fu infine completata nel 1968.

## Centrali elettriche
La diga alimenta due centrali elettriche, Manic-5 e Manic-5-PA. La prima centrale è dotata di otto turbine Francis, con una capacità di produzione massima di 1.596 MW, entrate in funzione nel 1970. La seconda centrale, denominata Manic-5-PA (dove PA indica "potenza aggiuntiva"), è stata avviata nel 1989 e possiede quattro turbine Francis con una capacità installata totale di 1.064 MW.

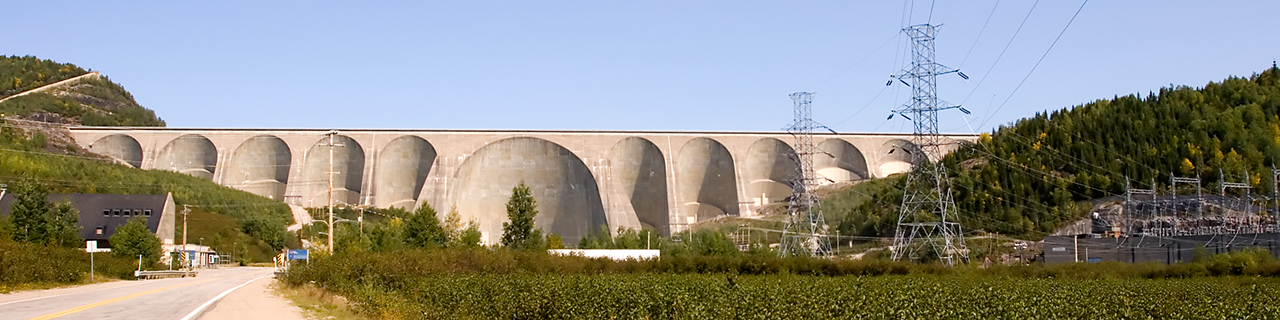
Alta 214 m e lunga 1.314 m

I progettisti della Manic-5 hanno optato per una centrale elettrica a valle della diga per ragioni di sicurezza e contenimento dei costi. La presa è stata posizionata sul lato est della diga e alimenta due condotte forzate (tunnel) rivestite in cemento, lunghe 1000 metri (3.400 piedi) e con un diametro di 11 metri (36 piedi). Poco prima di raggiungere la centrale elettrica, ciascuna condotta forzata si divide in quattro rami. La centrale è situata a circa 760 m (2.500 piedi) a valle della diga e utilizza due serbatoi di compensazione per assorbire improvvisi aumenti di pressione dell'acqua provenienti dalle condotte forzate. Ogni serbatoio di compensazione è dotato di una camera di espansione con un diametro di 24 m (80 piedi) ed è circa 12 m (40 piedi) più alto della struttura effettiva della diga. Le autoclavi sono impiegate per proteggere le condotte forzate e le turbine da colpi che potrebbero verificarsi in caso di chiusura rapida delle saracinesche delle turbine, con conseguente improvviso aumento della pressione dell'acqua.